# 汲桥路站
汲桥路站位于中华人民共和国安徽省合肥市庐阳区汲桥路与太和路交叉口地下，是合肥轨道交通5号线的地铁车站。于2022年12月26日开通。

## 车站结构
汲桥路站位于太和路与汲桥路交叉口，沿太和路南北向布置，为地下两层单柱双跨岛式站台，站台宽度11m，设4个出入口，4组风亭，1座冷却塔。

## 车站楼层
| B1 | 站厅                               | 出入口、票务服务、自动售票机、人工服务台 |  |
| B2 |                                    | █ 5号线列车往贵阳路方向 （六中菱湖校区） |  |
| B2 | 岛式站台                           |                                          |  |
| B2 | █ 5号线列车往汲桥路方向 （终点站） |                                          |  |